# Marouane Bokri
Marouane Bokri (28 de dezembro de 1974) é um ex-futebolista profissional tunisiano que atuava como meia.

## Carreira
Marouane Bokri representou a Seleção Tunisiana de Futebol nas Olimpíadas de 1996.